# S 32
S 32, populärt kallad Lansen eller Spaningslansen (även spanings-Lansen officiellt namn S 32), är ett allvädersspaningsflygplan konstruerad av Svenska Aeroplan Aktiebolaget på beställning av Kungliga Flygförvaltningen. 
Planet bygger på grundkonstruktionen Flygplan 32 (Saab 32 Lansen), vilken konstruerades för att kunna konfigureras till jakt-, attack- och spaningsplan i separata versioner: J 32, A 32, S 32.

## Historia

### Utveckling
S 32 utvecklades parallellt med A 32. Flygplanet var tänkt att vara identiskt med A 32 bortsett från spaningsutrustning bestående av spaningsradar och kamerabestyckning. Huvudsyftet var att ersätta S 18 vid havsövervakning samt mörkerspaning. För spaning under dagtid fanns redan S 29, vilken skulle ersättas av S 35. 
För att få plats med kamerabestyckning i Saab 32:s nos behövde man bygga ut nosen på över och undersidan. Övre utbyggnad kom att bli de igenkännbara bulorna ovanför luftintagen.

### På förband
Södermanlands flygflottilj (F 11) i Nyköping påbörjade ombeväpning från S 18 till S 32 på hösten 1958 då de fick sin första S 32C. Den 15 maj 1959 när den sista av totalt 44 stycken S 32:orna levererats till F 11 var ombeväpningen klar.
Till en början användes S 32 parallellt med S 29 och senare med S 35 beroende på att ersättaren SF 37 blev försenad. 
För att spara flygtid på S 32 tillfördes F 11 sju stycken A 32 1972 som användes för allmän flygträning. 18 november 1978 genomfördes den sista flygningen med S 32 vid F 11. 

## Varianter
- S 32C (1958): Tidig modifikation. Försedd för fyra spaningskameror (2 × SKa 17, 2 × SKa 18). Mindre bulor på nosen.[5]
- S 32C (1962): Klassisk modifikation. Försedd för sex spaningskameror (1 × SKa 15, 3 × SKa 16m, 2 × SKa 23). Större bulor på nosen.[5]
- S 32C (1968): Sen modifikation. Modifierad med F9/5 radarvarningssystem. Har ett extrafönster mellan Ska 16 fönstret och luftintaget.[6]

## System

### Spaningsradar
S 32 var försedd men en spaningsradar av modellen PS-432/A som satt i planets radomnos. PS-432/A var en vidareutveckling av spaningsradarn PS-431/A som satt i A 32 och hade ett något längre mätområde. Till skillnad från A 32 utrustades samtliga S 32 med spaningsradar.   
Den praktiska räckvidden på PS-432/A var cirka 100 km framåt och 50 km åt sidorna. Omkring 1000 km² land- eller havsyta kunde granskas i detalj på runt 40 minuter.

### Kamerabestyckning

#### 1958

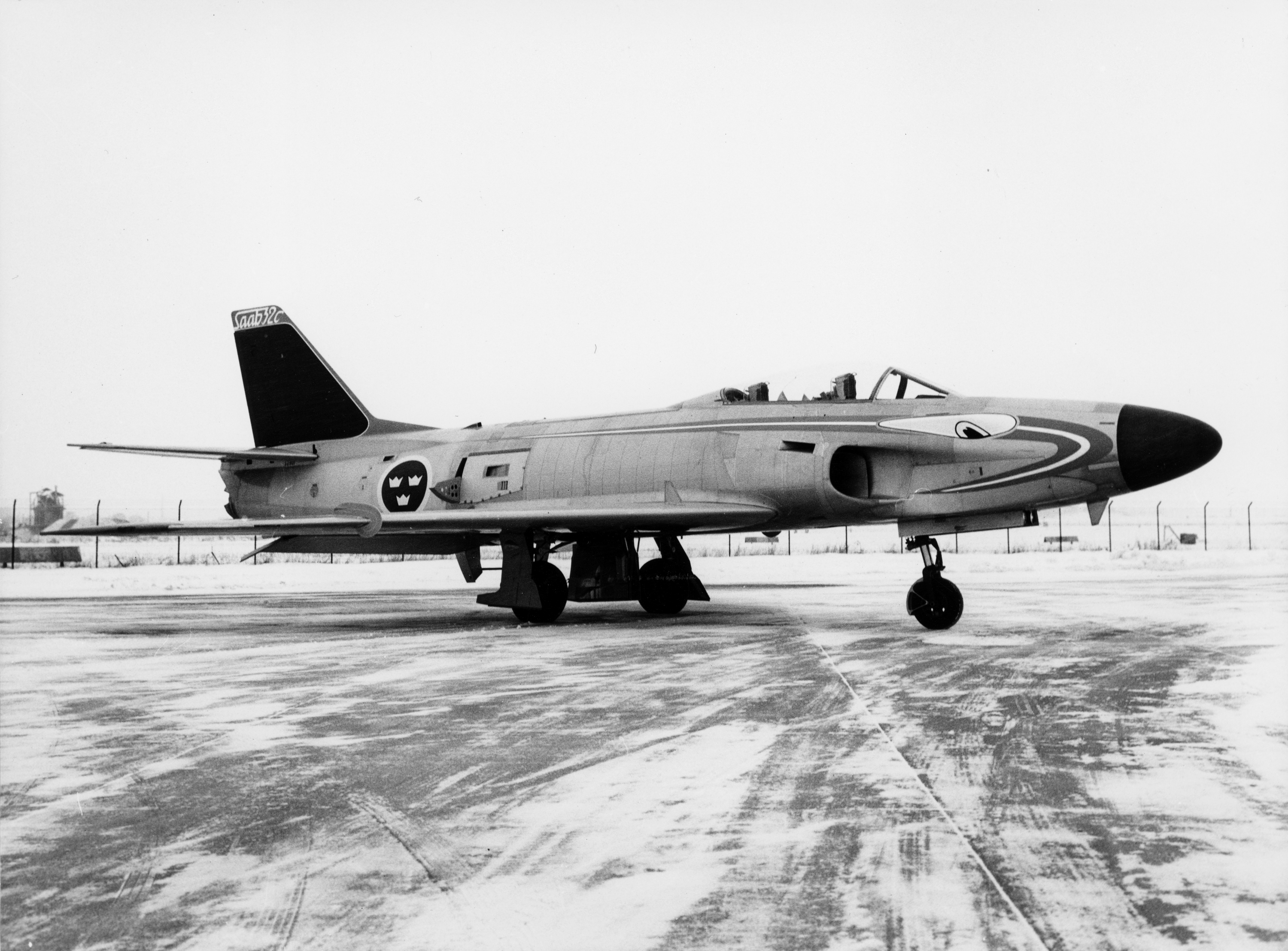
S 32C prototyp. Notera dess mindre bulor på nosen för kamerabestyckning 1958.

För fotospaning var S 32 ursprungligen försedd för 4 stycken kameror i nosen, två SKa 17 för låghöjdsfotografering och två SKa 18 för höghöjdsfotografering.
- Spaningskamera 17 (SKa 17) (A.G.I F.97 Mk 2): höghastighetskamera för låghöjdsfotografering som satt lodrätt monterade i nosens främre del.[5]
- Spaningskamera 18 (SKa 18) (A.G.I F.89 Mk 3): Konventionell kamera för höghöjdsfotografering som satt lodrätt monterade i nosens bakre del.[5]

SKa 17 och SKa 18 fungerade inte tillfredsställande och fyllde inte de kvalitetskrav som ställts av Flygförvaltningen, varav man valde att ersätta dessa kameror med en annan uppsättning. Historiskt flög enbart flygplan 32901 med den tidiga kamerauppsättningen medan resterande flög tomma fram tills att de fått den nya uppsättningen.

#### 1962

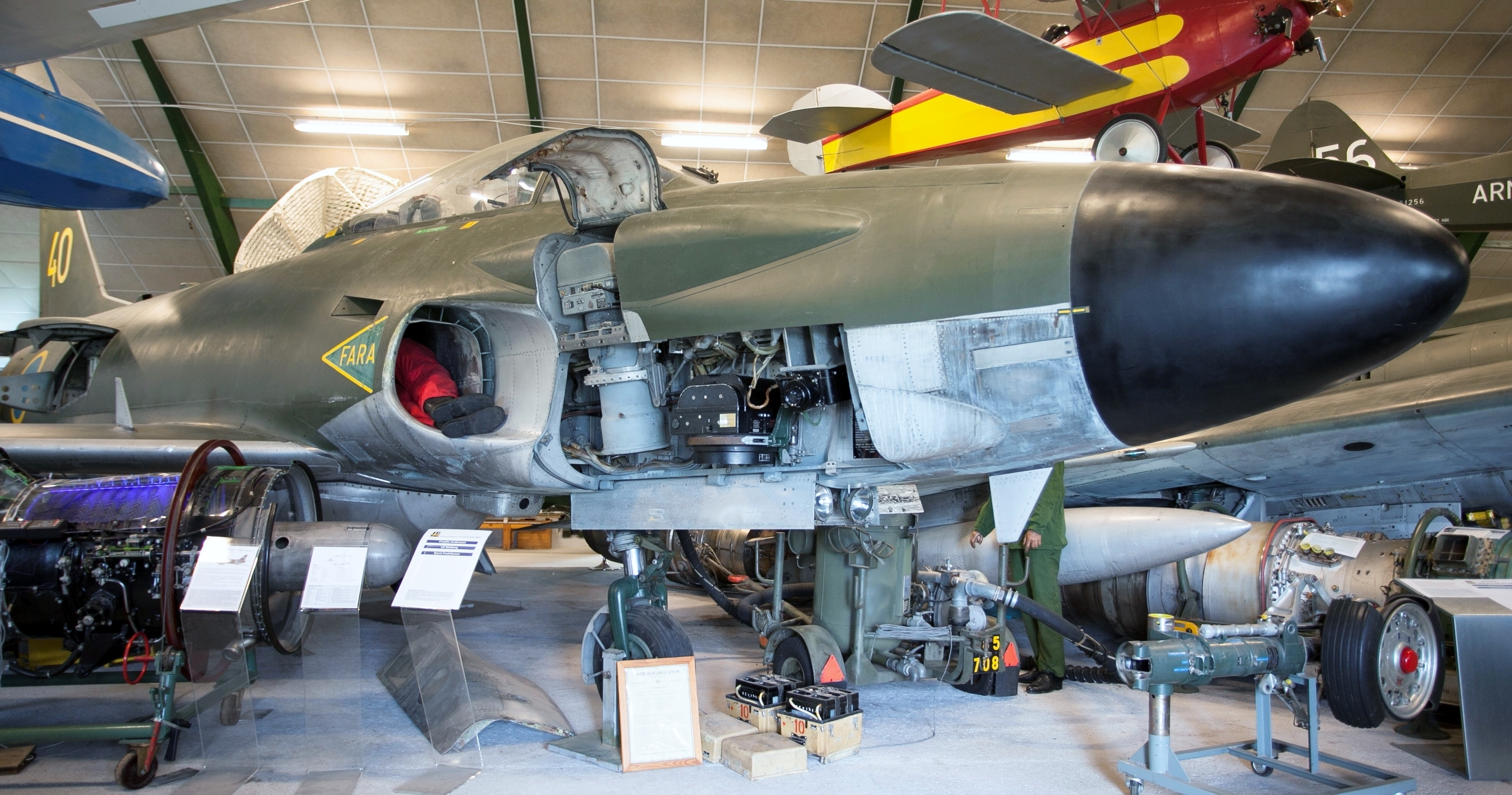
S 32C utställd på F11 Museum med höger kamerautrymme öppet. Till vänster under luftintaget syns den framåtriktade SKa 16. I linje vänster till höger i kamerautrymmet syns SKa 23, SKa 15 och SKa 16. Motsatta sidan ser likadan ut, minus SKa 15.

När den ursprungliga kamerauppsättningen behövde skrotas valde man att montera 6 stycken kameror i nosen för den nya uppsättningen. Då de nya kamerorna krävde mer utrymme behövde man utöka kamerautrymmet, vilket bland annat ledde till att storleken på nosens bulor blev större. De kameramodeller som valdes var följande: en SKa 15, avsedd för höghöjdsfotografering, tre SKa 16, avsedda för låghöjdsfotografering, och två SKa 23, avsedda för höghöjdsfotografering.
- Spaningskamera 15 (SKa 15) (Williamson F.49 Mk 2): Konventionell översiktskamera för höghöjdsfotografering som satt lodrätt monterad till höger i nosens främre del.[5]
- Spaningskamera 16 (SKa 16) (Vinten F.95): Konventionell kamera för låghöjdsfotografering som satt horisontellt monterade med några graders nedåtlutning i nosens främre sidor, samt en framåtriktad under cockpit.[5]
- Spaningskamera 23 (SKa 23) (Fairchild K-47): Kamera med bildrörelsekompensation för höghöjdsfotografering som något inåtriktade satt lodrätt monterade i nosens bakre del.[5]

Den nya uppsättningen började implementeras år 1962.

### Laster
Utöver spaningsradar och kamerabestyckning hade även S 32 även samma 13 balklägen som A 32 och kunde därmed bära yttre laster. Denna kapacitet användes för att bestycka S 32 med upp till 12 stycken fotobomber, vilka monterades på A-balkar.
Fotobomber fungerar ungefär som en fotoblixt och används vid mörkerfotografering. De släpps horisontellt och antänds efter en förutbestämd tid i samordning med kamerorna. De lyser då upp landskapet under någon sekund vilket tillåter planet att ta upplysta foton.
På balkläge 7 som satt på buken kunde man montera en extratank för att öka räckvidden av planet.
Från och med 1966 introducerades även en motmedelskapsel med remsor, Remsfällare Box 3. Denna bars på höger balkläge 5. Som motvikt bars på vänster balkläge 5 antingen en inert 250 kg minbomb m/50, alternativt två inerta 120 kg sprängbomb m/61 på vänster balkläge 4 samt 6.

### Radarvarnare
1958: S 32 var obeväpnad och för att överleva var den beroende av att smyga sig fram till målet och därefter försvinna snabbt. Man utarbetade en taktik med anflygning på lägsta höjd i radarskugga från fiendens radar för att strax före målet övergå i en brant stigning och genomföra fotograferingen och sedan snabbt komma ner på lägsta höjd igen.
1960: Med åren blev S 32C mer sårbar för fientliga angrepp vilket gjorde att man 1960 försåg den med ett svenskdesignat radarvarningssystem, betecknat PQ-19 (även kallad F9/3). Detta system satt i planets akter, direkt ovanför motors utblås, och var försedd med 3 antenner som kunde registrera om planet var utsatt för fientlig radarbestrålning från aktervinklarna klockan 4, 6 och 8.
1968: F9/3 hade en ganska dålig indikator och täckte inte planets främre vinklar vilket ledde till att man 1968 tog fram en bättre version kallad F9/5 som hade två till antenner som täckte vinklarna klockan 2 och 10. De två framåtvinklade antennerna monterades i kamerautrymmet framför SKa 23 kamerorna. F9/5 kom med en ny indikator som var försedd med 6 pilar som angav vilken vinkel radarbestrålning kom ifrån. Den sjätte pilen riktade rakt fram och kunde inte användas av F9/5. Den var istället avsedd för den tidigare nämnda remsfällaren Box 3 som under samma program blev försedd med en framåtriktad varnare i nosen kallad Apparat 11 (App 11).

## Galleri

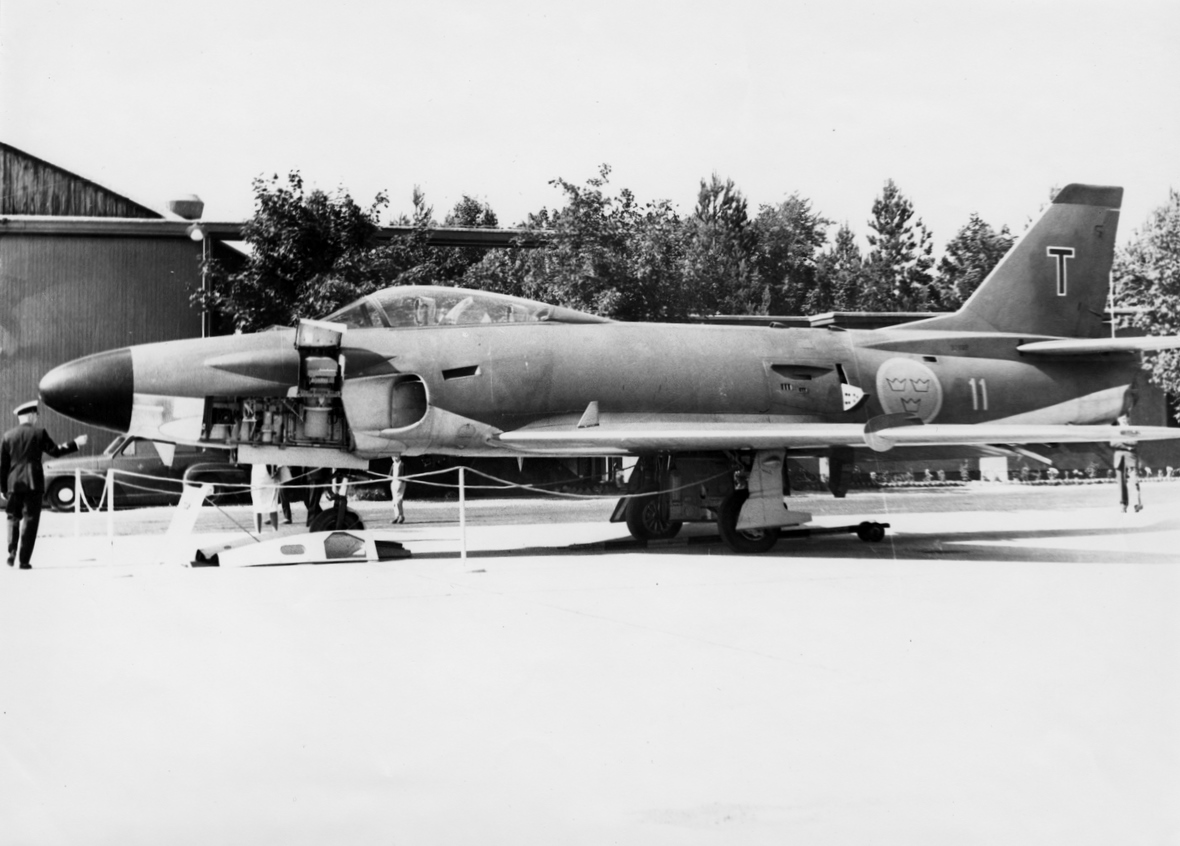
S 32C från Södermanlands flygflottilj (F 11).
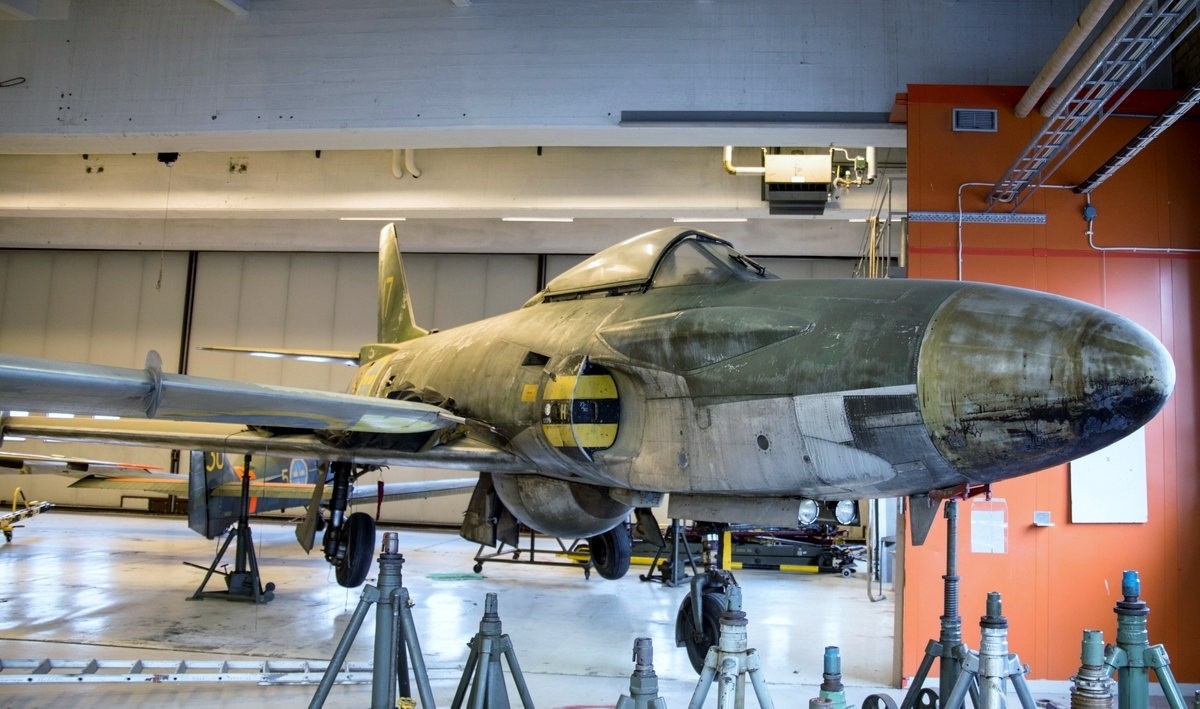
S 32C s/n 32917 hos F11 Museum i Nyköping.